# El Bestiario de Axlin
El Bestiario de Axlin (en inglés: Axlin's Bestiary) es una novela fantástica escrita por Laura Gallego García en el año 2018. Es la primera parte de la trilogía Guardianes de la Ciudadela.La segunda y tercera parte son "El secreto de Xein" y "La misión de Rox", respectivamente.
Es una novela fantástica que sucede en un mundo inventado.

## Trama
Axlin es una niña que carga una cojera porque fue atacada a los cuatro años por un nudoso, uno de los muchos monstruos que pueblan su mundo. Las aldeas están mayoritariamente despobladas y muchas casas destruidas a causa de la disminución de la población. Algunos de los monstruos sólo atacan en los caminos, otros entran en las aldeas sin problemas y otros asedian las aldeas hasta tomarlas.
Se ha propuesto investigar todo lo que pueda sobre los monstruos y plasmar sus descubrimientos en un libro que pueda servir de guía y protección a otras personas. Por eso decide partir con los buhoneros para reunir la sabiduría ancestral de las aldeas en su precaria lucha contra los monstruos. No obstante, a lo largo de su viaje descubrirá cosas que jamás habría imaginado cuando partió.

## Personajes principales
Axlin: Es una niña que nació en un enclave durante el liderazgo de Xemalin. También estuvo presente en la Aldea durante el reinado de Vexus y Madox. Ella es escriba, es decir, que sabe leer y escribir. Siente atracción por Xein. Axlin tenía cuatro años cuando fue atacada por un nudoso y quedó gravemente herida, lo que le provocó una cojera que no le deja salir a patrullar. Axlin es muy curiosa e inteligente, es una chica de mentalidad científica y gran corazón ya que no la importa arriesgar su propia vida para crear un bestiario que ayude a los buhoneros y aldeanos a sobrevivir a toda clase de monstruos. Axlin es un poco inocente ya que al haberse criado en un enclave del oeste piensa que todo el mundo mira por los intereses de la humanidad y no los suyos propios. Al llegar a la ciudadela se da cuenta de que esto no es así.
Xein: Es el hijo de Kinaxi, que vivía solo con ella en un enclave abandonado. Sus ojos son dorados y tiene capacidades físicas especiales por su condición de Guardián de la División Oro, y siente atracción por Axlin.
Dex: Es un amigo de Axlin y uno de los personajes protagonistas de la saga. Desciende de la familia De Galuxen y tenía un hermano mayor llamado Broxnan. A pesar de poder vivir en la ciudad vieja, Dex decidió irse al segundo ensanche, donde vive con el aprendiz de panadero Kenxi. Trabaja en al biblioteca del primer ensanche como ayudante de la Maestra Prixia. Es un muchacho delgado, algo desgarbado; su cabello es rizado y castaño y tiene los ojos azules. Normalmente viste ropa de buena calidad y colores alegres. Es la pareja de Kenxi.
Rox: Es una Guardiana de la División Plata, y compañera de Xein. Sus ojos son plateados y siente atracción por Xein, aunque no lo demuestra. Ella procede de un enclave perdido que solo Loxan sabe dónde se encuentra y, según él, está habitado por guardianes de ojos plateados y humanos "locos", debido a que creen que el padre de esos guardianes no es una persona, sino un dios que no se puede ver ni tocar.

## Personajes secundarios
Xeira: Es una chica que vive en el mismo enclave que Axlin, es unos años mayor que ella pero se llevan bastante bien.
Tux: fue el interés amoroso de Axlin y vive en la aldea de Madox. Estuvo a punto de casarse con ella, pero Axlin lo "abandonó" para viajar por el mundo documentando monstruos en su bestiario.
Madox: Es un adulto de la aldea de Vexus. Madox sucede a Vexus como líder de la aldea, después de que Vexus fuese aplastado por galopantes.
Bexari: Es un buhonero con el que Axlin se va de su aldea. Sus acompañantes cuando comenzó el viaje con Axlin eran Vixnan y Penrox. Le enseñó un mapa a Axlin que tenía escritos donde había diferentes monstruos a lo largo de su ruta, y que para él era muy poco útil en el tema de los monstruos, pero le servía para guiarse.
Lexis: Es el hermano y compañero de los caminos de Loxan. Es un buhonero que con la ayuda de su hermano Loxan ayudan a Axlin a cruzar un largo camino para ayudarla en su búsqueda de los monstruos. Ellos dos son los únicos buhoneros que recorren una zona de las Tierras Olvidadas.
Loxan: Es el hermano y compañero de los caminos de Lexis. Es un buhonero que con la ayuda de su hermano Lexis ayudan a Axlin a cruzar un largo camino para ayudarla en su búsqueda de los monstruos. Ellos dos son los únicos buhoneros que recorren una zona de las Tierras Olvidadas.
Kinaxi: Es la madre de Xein, los cuales vivían en una aldea protegida con sangre de innombrable, por lo cual no eran atacados.
Godrix: Fue uno de los fundadores de La Jaula, aunque luego dejó la gestión de la posada a sus actuales encargados a cambio de que le dejasen alojarse allí el resto de su vida. Cuando Axlin llega a la posada, Godrix se hace amigo de ella y le explica todo sobre La Jaula y como fue fundada.

## Monstruos
Los monstruos son seres que atacan a humanos no por comer sino por placer. Los animales no se ven afectados por los monstruos, y estos no son hostiles entre ellos.
Hay cinco tipos de monstruos: allanadores (los que entran a las casas sin problema alguno), asediadores (los que asedian las aldeas), monstruos de los caminos (que atacan solo en los caminos, a no ser que no haya una empalizada en un enclave) , innombrables (que solo conocen los Guardianes de la Ciudadela) y colosales (aquellos que viven más allá de la Última Frontera).
Algunos de los monstruos que se conocen son: Malsueño, Dedoslargos, Piesmojados, Babosos, Chupones, Nudosos, Pelusas, Velludos, Lenguaraces, Espaldalgas, Sorbesesos, Galopantes, Rompehuesos, etc.

## Lugares
El mundo de Axlin está formado por montones de enclaves creados por los humanos para defenderse de los monstruos los cuales se encuentran en una de 4 zonas:
- La Aldea de Madox (anteriormente Aldea de Vexus): Es la aldea de nacimiento de Axlin. Ella abandonó la aldea al emprender su viaje.
- La Aldea de Xein: Es una aldea que nunca es atacada por los monstruos gracias el símbolo del Manantial en la puerta. Las únicas personas que viven allí son Xein y su madre.
- La Jaula: Es uno de los sitios por los que pasa Axlin antes de llegar a la Ciudadela. Se trata de un gran edificio con barras metálicas que lo protegen del ataque los pellejudos y de otros monstruos. Funciona cómo una posada. Godrix es el qué está a cargo de la posada. El Mercado de la Jaula es muy popular
- Las Tierras Olvidadas: Tierras del oeste donde pocos enclaves sobreviven a duras penas
- La Ciudadela: Es el lugar más poblado del mundo y en teoría también el más seguro. Tiene 3 ensanches y un anillo exterior. Su mandatario es el Jerarca (siendo el actual Aerix de Kandrax, Gran General de la Guardia), y los aristócratas son todos aquellos que proceden de los ocho Fundadores: Zaoxis, Elexin, Kandrax, Fadaxi, Vaxanian, Galuxen, Brixaen y Lixia.

## Guardianes
La Guardia de la Ciudadela es una organización de gente de ojos dorados y ojos plateados que protegen a las personas corrientes de los monstruos. Dentro de la Guardia existen la División Oro y la División Plata según el color de sus iris. Su misión es proteger a las personas corrientes de los monstruos, porque ellos nacen con habilidades especiales como su fuerza, su puntería, su velocidad, su precisión y su capacidad de detectar a los monstruos entre otras. Ellos son los que protegen a la gente de la Ciudadela.
- Datos: Q109425078